# Davallia sinensis
Davallia sinensis là một loài dương xỉ trong họ Davalliaceae. Loài này được Christ Ching mô tả khoa học đầu tiên năm 1931.